# Emery Kelen
Emery Kelen (geboren 1896 als Emerich Kelen in Győr, Österreich-Ungarn; gestorben 12. Oktober 1978 in Wien) war ein ungarischer Grafiker und Karikaturist.

## Leben
Nach dem Ersten Weltkrieg, an dem Kelen als Soldat der österreichisch-ungarischen Gemeinsamen Armee teilnahm, besuchte er ab 1919 die Malerschule Hans Hofmanns in München. Danach lebte er in der Schweiz, wo er ab 1922 mit seinem ungarischen Freund und Kollegen Alois Derso (1888–1964) als politischer Zeichner für Zeitungen in ganz Europa arbeitete, darunter Illustrated London News, Le Rire, Tribune de Genève, Tempo und Fortune.
Aber auch als Buchillustrator trat er in Erscheinung, z. B. in den Reihen „Was nicht im ‚Baedeker‘ steht“ (Berlin-Band) – hier mit Derso – und „Wat niet in Baedeker staat“ (Amsterdam-Band).
Bekannt wurden sie durch ihre Karikaturen und satirischen Darstellungen von internationalen Konferenzen wie der von Locarno, 1925, der Weltabrüstungskonferenz von 1932, der Londoner Wirtschaftskonferenz von 1933 und der Ständigen Konferenz des Völkerbundes in Genf, in dessen Auftrag sie arbeiteten. Derso und Kelen waren Spitzenreiter auf dem Gebiet Porträts prominenter Persönlichkeiten zu erstellen, wie ein Plakat mit der Elite des Schweizer Aero-Clubs in Genf zeigt.
Am 13. Oktober 1938 emigrierten beide nach New York. Dort arbeiteten sie unter anderen für die Blätter Esquire, New York Times, New York Post, Christian Science Monitor und Washington Post. Zu ihren Werken gehören Guinol und Lausanne (1922), Indian Round Table Conference (1930), Le Testament de Genève (1931), Pages Glorieuse (1932), The League at Lunch (1936) und Peace in Their Time (1963). Von 1948 bis 1956 arbeitete Kelen als der erste Fernsehproduzent des Informationsbüros der Vereinten Nationen. Nach seiner Pensionierung veröffentlichte er zahlreiche Bücher, darunter eine Biographie über Dag Hammarskjöld und mehrere Kinderbücher.